# Akysis recavus
Akysis recavus es una especie de pez de la familia Akysidae en el orden de los Siluriformes.

## Morfología
• Los machos pueden llegar alcanzar los 4 cm de longitud total.
- Número de  vértebras 31-33.[1][2]

## Distribución geográfica
Se encuentran en Asia: cuencas de los ríos Chao Phraya en Tailandia y Mekong en Laos.